# Сапфо
Сапфо́ (известно также Сафо́ или Са́фо; др.-греч. Σαπφώ, Ψάπφω; лат. Sapphō; около 630 года до н. э., Лесбос — 572 или 570 год до н. э., Лефкас, Ионические острова) — древнегреческая поэтесса и музыкант, автор монодической мелики (песенной лирики).
Входит в число Девяти лириков. Стихи Сапфо сохранились во фрагментах, музыка Сапфо не сохранилась.

## Биография
Биографические данные Сапфо скудны и разноречивы. Она родилась на острове Лесбос в Митилене. Её отец Скамандроним был «новым» аристократом — будучи представителем знатного рода, он занимался торговлей. Её мать звали Клеидой. Помимо Сапфо у них было трое сыновей.
«Сапфо фиалкокудрая, сладкоулыбающаяся, чистая…», — писал о ней её друг поэт Алкей. Чувство слова и ритма обнаружилось у Сапфо в раннем возрасте, и, по-видимому, уже с ранних лет она писала гимны для хора, выступавшего на Термийских панегиреях — главном религиозном празднестве Митилены, которое было посвящено Артемиде Термии, древней богине, хозяйке водных источников на о. Лесбос. Помимо гимнов для хора Сапфо писала оды, гимны, элегии, праздничные и застольные песни. См. об этом в детальном исследовании Т. Г. Мякина.
В середине VII века до н. э. в Митилене произошло упразднение царской власти, место которой заняла олигархия царского рода Пенфилидов. Вскоре власть Пенфелидов пала в результате заговора, и между ведущими аристократическими семействами разгорелась борьба за первенство. В 618 году до н. э. власть в городе захватил некий Меланхр, которого древние авторы называют первым тираном Митилены. Вскоре Меланхр, объединёнными усилиями поэта Алкея, его братьев и будущего тирана Митилены Питтака, был свержен и убит. Тираном Митилены стал Мирсил, политика которого была направлена против определённых представителей старой митиленской знати, и многие аристократы, в том числе род Сапфо, были вынуждены бежать из города (между 618 и 612 годами до н. э.). Сапфо находилась в изгнании в Сиракузах на острове Сицилия до смерти Мирсила (между 595 и 579 годами до н. э.), когда смогла вернуться на родину.
Она жила в городе Митилена, почему впоследствии её и стали называть Сафо Митиленской.
По легенде, в это время ею увлекся Алкей. И даже фрагменты их лирики соединяются в поэтический диалог в доказательство того, однако, как доказывает Г. Надь, такой диалог едва ли имел место в реальности — песни Алкея исполнялись на симпосиях, пирах мужчин, песни же Сапфо предполагали обстановку пиршеств или празднеств фиаса — замкнутого культового содружества девушек и женщин. Существует ещё одна легенда о поэтессе — что она влюбилась в моряка Фаона, который презирал женщин и интересовался только морем. Каждый день он уплывал на лодке, и, по легенде, Сапфо дожидалась его возвращения на скале. Однажды Фаон не вернулся, и она бросилась в воду. Эта легенда — сплетение мифа о морском божестве острова Лесбос Фаоне, который однажды перевозил Афродиту, и она дала ему специальное снадобье, благодаря которому все женщины, его видевшие, влюблялись в него. Этот миф красиво сплетался с образом известной поэтессы Сапфо, и поэтому возникла такая легенда.

Сапфо и Алкей (Лоуренс Альма-Тадема, 1881)

Сапфо вышла замуж за богатого андросца Керкила; у неё родилась дочь (названная по имени матери Сапфо, Клейс, или Клеида), которой Сапфо посвятила цикл стихов. И муж, и ребёнок Сапфо прожили недолго.
Социальный статус женщины на острове Лесбос (и вообще в Эолиде) отличался большей свободой, чем в прочих областях греческого мира. Женщины в социальной активности здесь не имели почти никаких ограничений; часть семейного имущества, например, могла передаваться по женской линии; вместе с мужскими гетериями на острове сохранялись фиасы (фиас, греч. thiasos — «собрание, процессия»), аналогичные содружества женщин. Сапфо возглавляла такой фиас — культовое объединение, посвящённое Артемиде, а также Афродите. Одной из задач этого фиаса было приготовление к замужеству знатных девушек, предсвадебное служение Артемиде, которое должно было обеспечить девушке впоследствии успешные роды (см. последнюю книгу Мякина Т. Г.). В рамках программы фиаса Сапфо обучала девушек музыке, танцам, стихосложению.

## Хронология
Страбон сообщает, что Сапфо была современницей Алкея из Митилены (родился около 620 г. до н. э.) и Питтака (около 645 − 570 г. до н. э.); согласно Афинею, она была современницей царя Алиатта (около 610 — 560 г. до н. э.). Суда, византийская энциклопедия X века, относит её к 42-й Олимпиаде (612—608 гг. до н. э.), имея в виду либо то, что она была рождена в это время, либо то, что это были годы её деятельности. По версии Евсевия Кесарийского, она была известна к первому или ко второму году 45-й или 46-й Олимпиады (между 600 и 594 г. до н. э.) Обобщая эти источники, можно сказать, что она скорее всего родилась около 620 г. до н. э., или немного раньше.
Судя по Паросской хронике, она была сослана из Лесбоса в Сицилию между 604 и 594 гг. до н. э. Если считать 98-й фрагмент её стихов биографическим свидетельством и относить его к её собственной дочери (см. ниже), это может означать, что у неё уже была дочь к тому времени, как её изгнали. Если считать 58-й фрагмент автобиографичным, то она дожила до старости. Если считать исторически достоверным её знакомство с Родопой (см. ниже), то это означает, что она жила в середине VI в. до нашей эры.

### Семья
Дитя у меня есть родное.

Прелестное, точно цветочек.

Сияющий пышной красою!..
Оксиринхский папирус (около 200 г. н. э.) и Суда сходятся в том, что мать Сапфо звали Клеида (др. греч. — Kleis, на русском принято её имя передавать «Клеида») и что у неё была дочь, которая носила то же имя. Строка папируса гласит: «У неё [Сапфо] была дочь Клеида, которую она назвала в честь своей матери» (Дубан, 1983, с. 121). Клеида упоминается в двух сохранившихся фрагментах стихотворений Сапфо. В 98-м фрагменте Сапфо обращается к Клеиде, говоря, что не сможет достать ей украшенную ленту для волос. Сто тридцать второй фрагмент полностью звучит так: «У меня есть прекрасное дитя [pais], похожее на золотистые цветки, моя дорогая Клеида, которую я не (отдала) бы за всю Лидию или милый…» Эти фрагменты часто истолковывают как относящиеся к дочери Сапфо или подтверждающие, что у Сапфо была дочь по имени Клеида. Но даже если принимать биографическое прочтение стихотворения, это не обязательно так. В 132-м фрагменте Клеида названа греческим словом pais («дитя»), которое также может означать рабыню или любую юную девочку-ребёнка. Возможно, что эти строки или другие, похожие на них, были неправильно поняты древними писателями, что привело к возникновению ошибочной биографической традиции, дошедшей до наших дней.

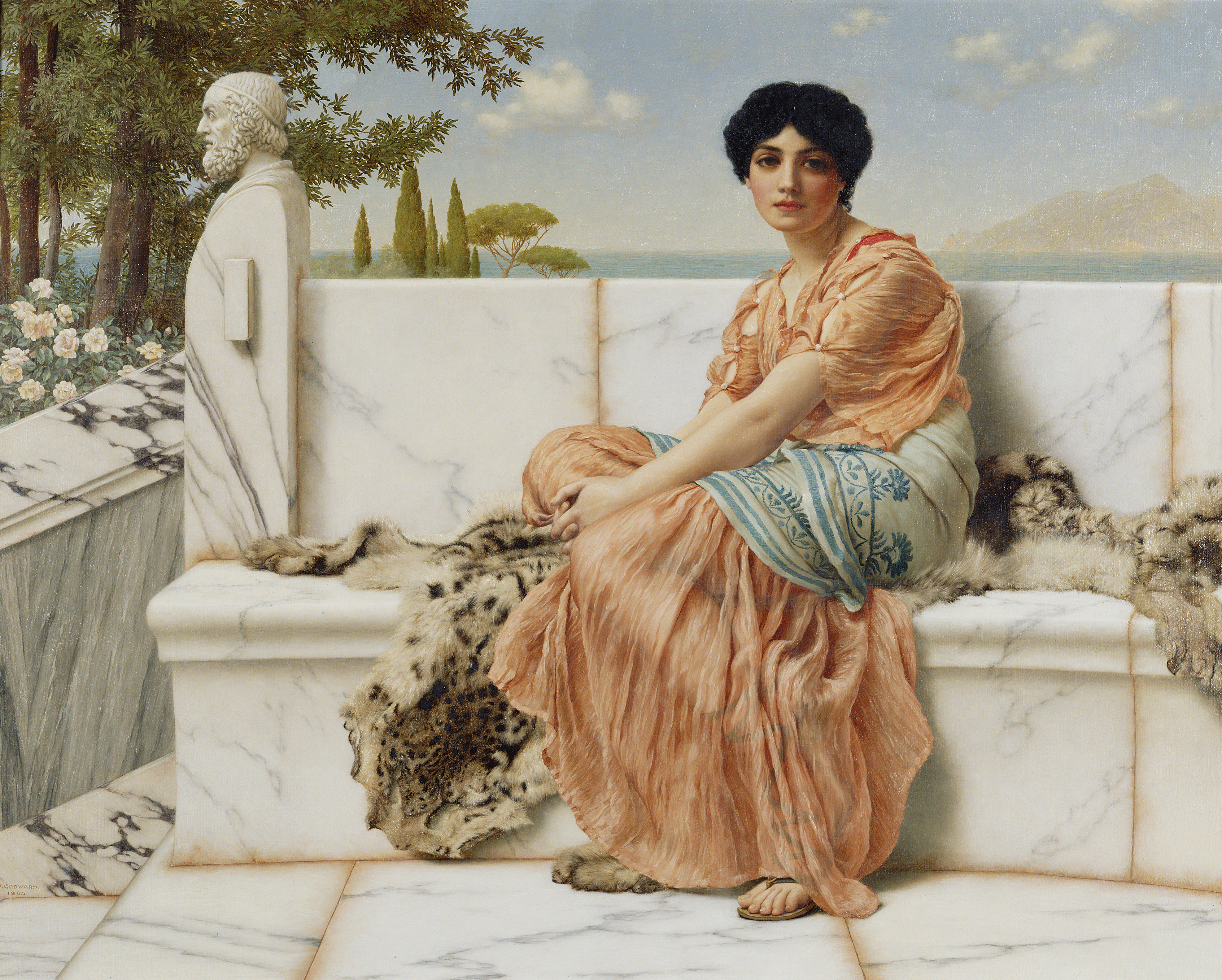
Во времена Сапфо (Джон Уильям Годвард, 1904)

В 102-м фрагменте лирическая героиня обращается к «милой маме», из чего иногда делают вывод, что Сапфо начала писать стихи, когда её мать была ещё жива. Согласно большинству исторических источников, отца Сапфо звали Скамандроним; он не упомянут ни в одном из сохранившихся фрагментов. В «Героидах» у Овидия Сапфо оплакивает его такими словами: «Шесть моих дней рождения прошло, когда кости моего родителя, собранные из погребального костра, выпили раньше времени мои слёзы». Возможно, Овидий написал эти строки по мотивам не дошедшего до наших дней стихотворения Сапфо.
О Сапфо писали, что у неё было три брата: Харакс (Charaxos), Эвригий (Eurigios) и Ларих (Larichos). В оксиринхском папирусе говорится, что Харакс был старшим, но Сапфо больше нравился младший Ларих. Афиней писал, что Сапфо хвалила Лариха за то, что он разливает вино в здании администрации Митилены, учреждении, в котором служили молодые люди из лучших семейств. Это свидетельство того, что Сапфо родилась в аристократической семье, согласуется с изысканной обстановкой, в которой происходит действие некоторых её стихов.
Геродот, а позднее Страбон, Афиней, Овидий и Суда, рассказывают об отношениях между Хараксом и египетской куртизанкой Родопис (Rhodopis). Геродот, чьи произведения относятся к самому древнему источнику, упоминающий эту историю, сообщает, что Харакс выкупил Родопис из рабства за большую сумму, и, после того как он вернулся с ней в Митилену, Сапфо раскритиковала его в стихах. Страбон, живший 400 годами позднее, добавляет, что Харакс торговал лесбосским вином, а Сапфо называла Родопис «Дориха». Афиней, спустя ещё 200 лет, называет куртизанку Дорихой (Doricha) и заявляет, что Геродот перепутал её с Родопис, совершенно другой женщиной. Он также цитирует эпиграмму Посидиппа (III в. до н. э.), которая относится к Дорихе и Сапфо. Основываясь на этих рассказах, учёные предположили, что Дориха может упоминаться в стихах Сапфо. Ни один из сохранившихся фрагментов не содержит этого имени полностью, но часто считают, что во фрагментах 7 и 15 есть обрывок слова «Дориха». Современный исследователь Джоэль Лидов подверг это предположение критике, утверждая, что предание о Дорихе не поможет восстановить никакие фрагменты стихов Сапфо и что оно произошло из произведений Кратина или другого комедиографа, жившего в одно время с Геродотом. Однако вновь обнаруженные в 2014 г. на античном папирусе тексты Сапфо подтверждают интерпретацию Афинея и Посидиппа и, одновременно, уточняют Геродота: Харакс действительно был влюблен в гетеру Дориху, и хор, руководимый Сапфо, порицал его за это в песнях. Геродот неправильно отождествил упоминаемую у Сапфо Дориху с известной гетерой Родопис, жившей много позже.
Суда — единственный источник, в котором говорится, что Сапфо была замужем за «очень богатым торговцем по имени Керкил, который жил на Андросе» и что он был отцом Клеиды. Это предание, возможно, было шуткой, придуманной комическими поэтами, так как слова Суды «Керкил с Андроса» буквально означают «член от мужчины».
 

Богу равным кажется мне по счастью

Человек, который так близко-близко

Пред тобой сидит, твой звучащий нежно

Слушает голос

И прелестный смех. У меня при этом

Перестало сразу бы сердце биться:

Лишь тебя увижу, уж я не в силах

Вымолвить сло́ва.

Но немеет тотчас язык, под кожей

Быстро лёгкий жар пробегает, смотрят,

Ничего не видя, глаза, в ушах же —

Звон непрерывный.

По́том жарким я обливаюсь, дрожью

Члены все охвачены, зеленее

Становлюсь травы, и вот-вот как будто

С жизнью прощусь я.

### Изгнание
Время жизни Сапфо было периодом политических волнений на Лесбосе и выдвижения Питтака. Согласно Паросской хронике, Сапфо была сослана на Сицилию между 604 и 594 гг.; Цицерон отмечает, что её статуя стояла в здании администрации Сиракуз. В отличие от стихов её друга Алкея, сохранившиеся произведения Сапфо почти не содержат намёков на политические условия. Главное исключение — это 98-й фрагмент, который упоминает изгнание и показывает, что Сапфо недоставало некоторых привычных ей предметов роскоши. Её политические симпатии могли принадлежать партии Алкея. Хотя явных доказательств этому нет, но обычно предполагается, что Сапфо в какой-то момент вернулась из ссылки и провела бо́льшую часть своей жизни на Лесбосе.

### Легенда о Фаоне
Предание, уходящее корнями по крайней мере в работы Менандра (фрагмент 258 K), предполагает, что Сапфо покончила с собой, сбросившись с Левкадских скал от неразделённой любви к паромщику Фаону. Современные учёные считают эту историю недостоверной, возможно — придуманной комическими поэтами или основанной на неверном прочтении повествования от первого лица в небиографическом стихотворении. Отчасти эту легенду могло породить желание доказать, что Сапфо была гетеросексуальна.

## Творчество

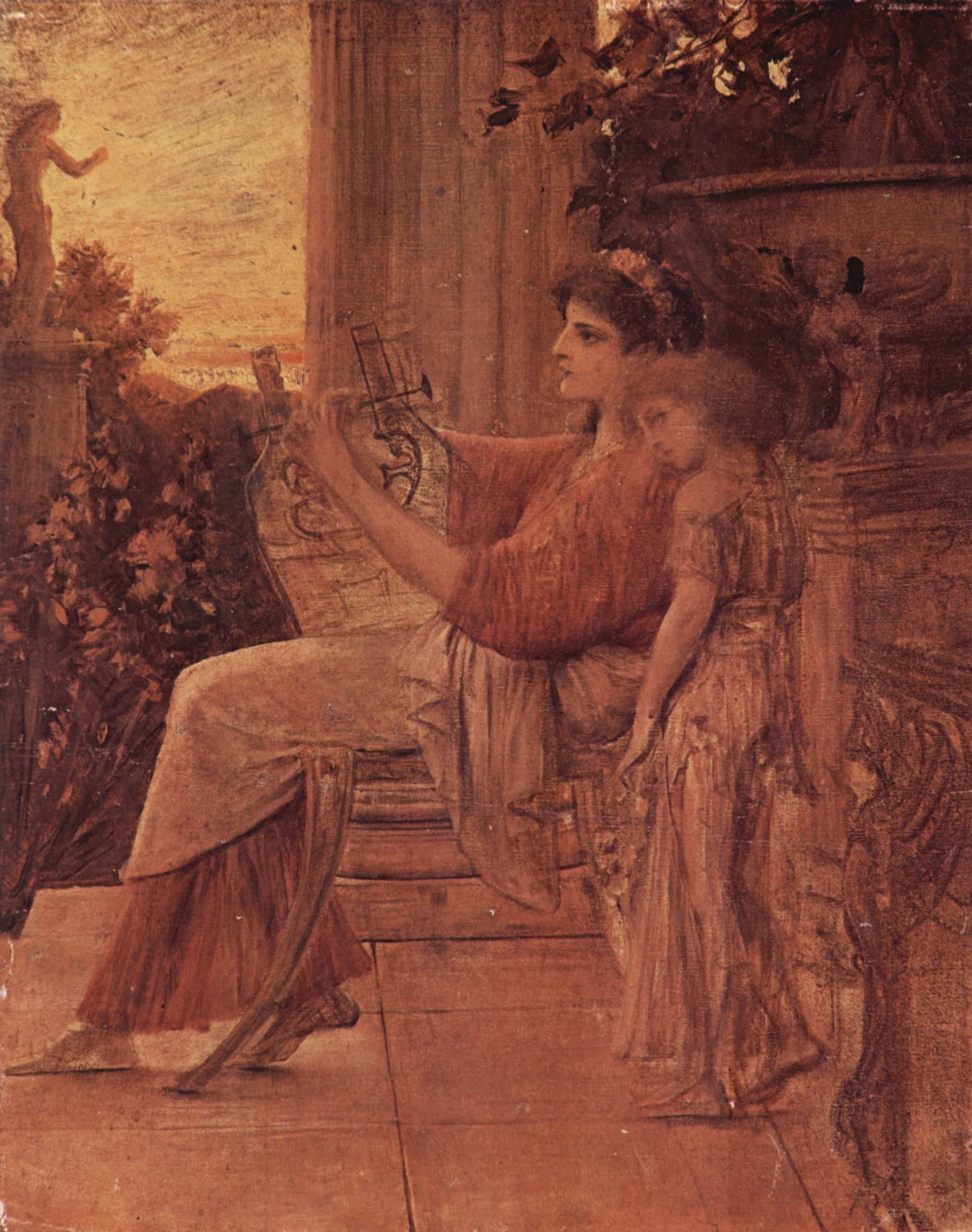
Сапфо (Густав Климт). Венский исторический музей

В основе лирики Сапфо лежат традиционные фольклорные элементы; здесь преобладают мотивы любви и разлуки, действие происходит на фоне светлой и радостной природы, журчания ручьёв, курения благовоний в священной роще богини. Традиционные формы культового фольклора наполняются у Сапфо личными переживаниями; главным достоинством её стихотворений считается напряжённая страстность, обнажённое чувство, выраженные с чрезвычайной простотой и яркостью. Любовь в восприятии Сапфо — страшная стихийная сила, «сладостно-горькое чудовище, от которого нет защиты». Сапфо стремится передать своё понимание синтезом внутреннего ощущения и конкретно-чувственного восприятия (огонь под кожей, звон в ушах и т. п.).
Естественным образом, такие эмоции не могли брать начало только в традиции. В жизни Сапфо известны случаи, оказавшие, возможно, непосредственное влияние на эмоциональный строй её творчества. Например, Апулей сообщает историю о том, как брат Сапфо Харакс, занимавшийся виноторговлей, в одной из своих поездок в Египет влюбился в «прекрасную куртизанку» Родопу. Когда за огромную сумму он выкупил её у прежнего хозяина и привёз на Лесбос, Сапфо сама потеряла голову от чувства к Родопе; брат, обнаружив такое, не нашёл ничего лучше как уехать из дома вместе со своим «приобретением».
Наряду со стихотворениями, предназначенными для исполнения в фиасе, от Сапфо сохранились также фрагменты, рассчитанные на широкую аудиторию; например эпиталамии, традиционные свадебные песни, отображавшие прощание невесты с девичеством, предназначенные для исполнения хором юношей и девушек перед входом в брачный покой. Эти стихотворения отличались не столько страстностью, сколько наивностью и простотой тона. «Извечные» мотивы поэзии этого рода — соловей, розы, Хариты, Эрот, Пейто, весна — присутствуют в сохранившихся фрагментах стихотворений Сапфо постоянно. Особенное значение Сапфо придаёт розе; в «Венке Мелеагра» ей посвящён этот цветок.
Гимны Сапфо как большинство её песен имели, как показывает Т. Г. Мякин, отношение к культу Артемиды, Геры и Афродиты, но при этом отличались субъективным характером; их называли призывными (κλητικοί), так как каждый обращён к какому-либо божеству.
Наконец, Сапфо приписываются элегии и эпиграммы.
«Поэзия Сапфо была посвящена любви и красоте: красоте тела, девушек и эфебов, торжественно состязавшихся с ней у храма Геры на Лесбосе; любви, отвлечённой от грубости физиологического порыва к культу чувства, надстраивавшегося над вопросами брака и пола, умерявшего страстность требованиями эстетики, вызывавшего анализ аффекта и виртуозность его поэтического, условного выражения. От Сапфо выход к Сократу: недаром он называл её своей наставницей в вопросах любви» (акад. А. Н. Веселовский).

## Сексуальность и поэтический кружок
Центром поэзии Сапфо является любовь и страсть к разным персонажам обоих полов. Слово «лесбиянка» происходит от названия её родного острова Лесбос, а в английском языке также используется образованное от её имени слово «сапфичный». Оба этих слова стали применяться для обозначения женской гомосексуальности только в XIX веке. Лирические героини многих её стихотворений говорят о страстной влюблённости или любви (иногда взаимной, иногда нет) к различным женщинам, но описания телесного контакта между женщинами встречаются редко и являются спорными. Неизвестно, были ли эти стихи автобиографичными, хотя упоминания о других сферах жизни Сапфо встречаются в её произведениях, и её стилю бы соответствовало поэтическое выражение также и этих интимных переживаний. Её гомоэротику следует понимать в контексте седьмого века до нашей эры. Стихи Алкея, а позже Пиндара, описывают сходные романтические узы между участниками некоторого кружка.

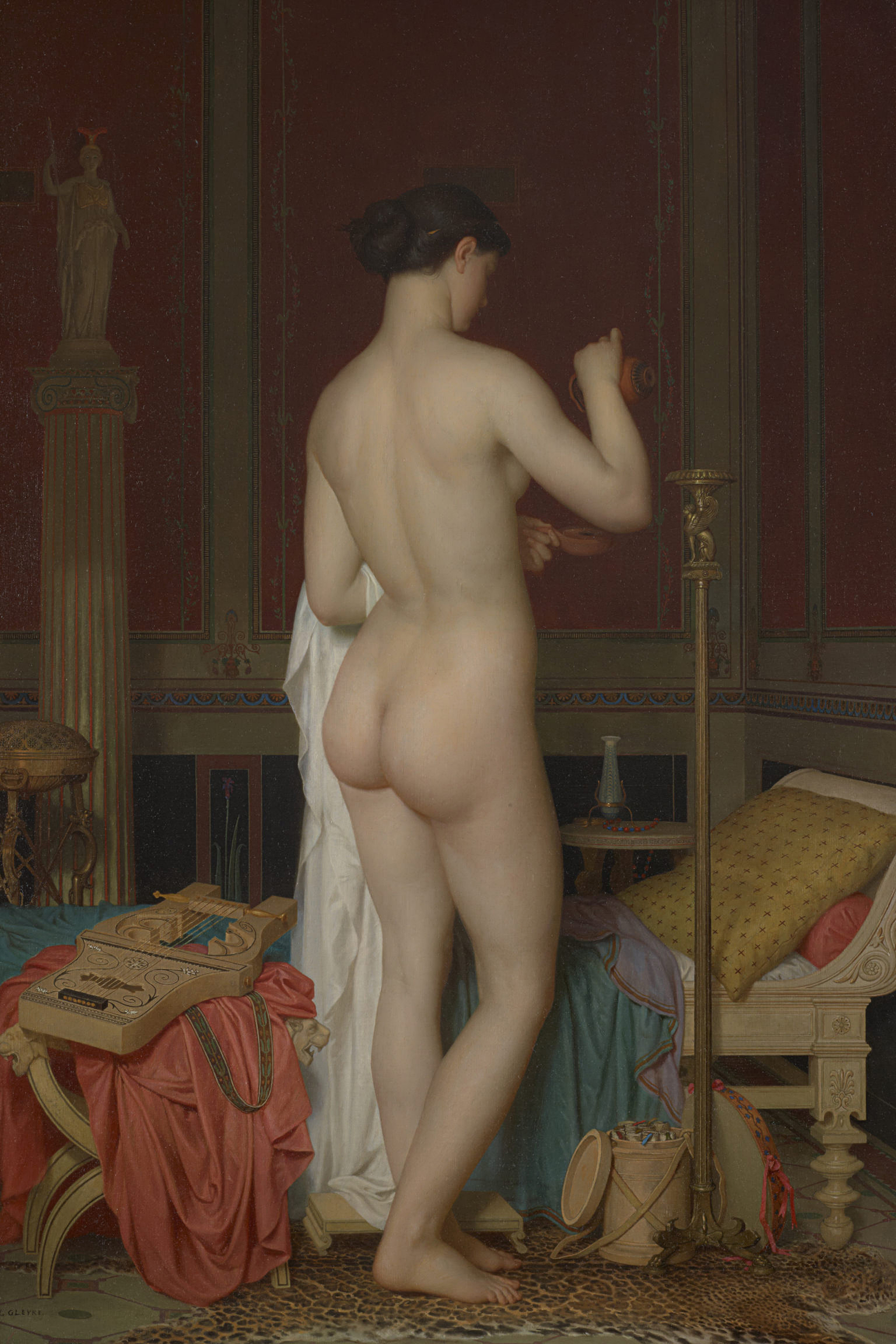
Сапфо готовится ко сну (М. Г. Ш. Глейр, 1867)

Алкей, современник Сапфо, говорил о ней так: «С фиалковыми кудрями, чистая, нежно улыбающаяся Сапфо» (ἰόπλοκ᾽ ἄγνα μελλιχόμειδε Σάπφοι, фрагмент 384). Философ третьего века Максим Тирский писал, что Сапфо была «смуглой и невысокой» и что в отношениях с подругами она была похожа на Сократа:
«Как иначе можно назвать любовь этой лесбийской женщины, если не искусством любви Сократа? Ведь они, кажется мне, понимали любовь по-своему: она любила женщин, он — мужчин. Ведь они, как говорят, любили многих, и были увлечены всем прекрасным. Кем были для него Алкивиад, Хармид и Федр, тем были для неё Гиринна, Аттида и Анактория…»
В викторианскую эпоху было модным описывать Сапфо как директрису пансиона благородных девиц. Как указывает Пейдж Дюбуа (и многие другие эксперты), эта попытка сделать Сапфо понятной и приемлемой для британского высшего общества была основана скорее на консервативных чувствах, чем на исторических фактах. В скудном сборнике сохранившихся стихов Сапфо ни разу не упоминаются обучение, студенты, школы или преподаватели. Бернетт, как и другие учёные, включая С. М. Боура, считают, что кружок Сапфо был в чём-то похож на спартанские военные лагеря для мальчиков (agelai) или священные религиозные группы (thiasos), но Бернетт уточняет свой довод, замечая, что кружок Сапфо отличался от этих современных ей примеров, поскольку «участие в нём, по-видимому, было добровольным, нерегулярным и до некоторой степени многонациональным». Тем не менее, остаётся представление о том, что Сапфо руководила некоторого рода школой.

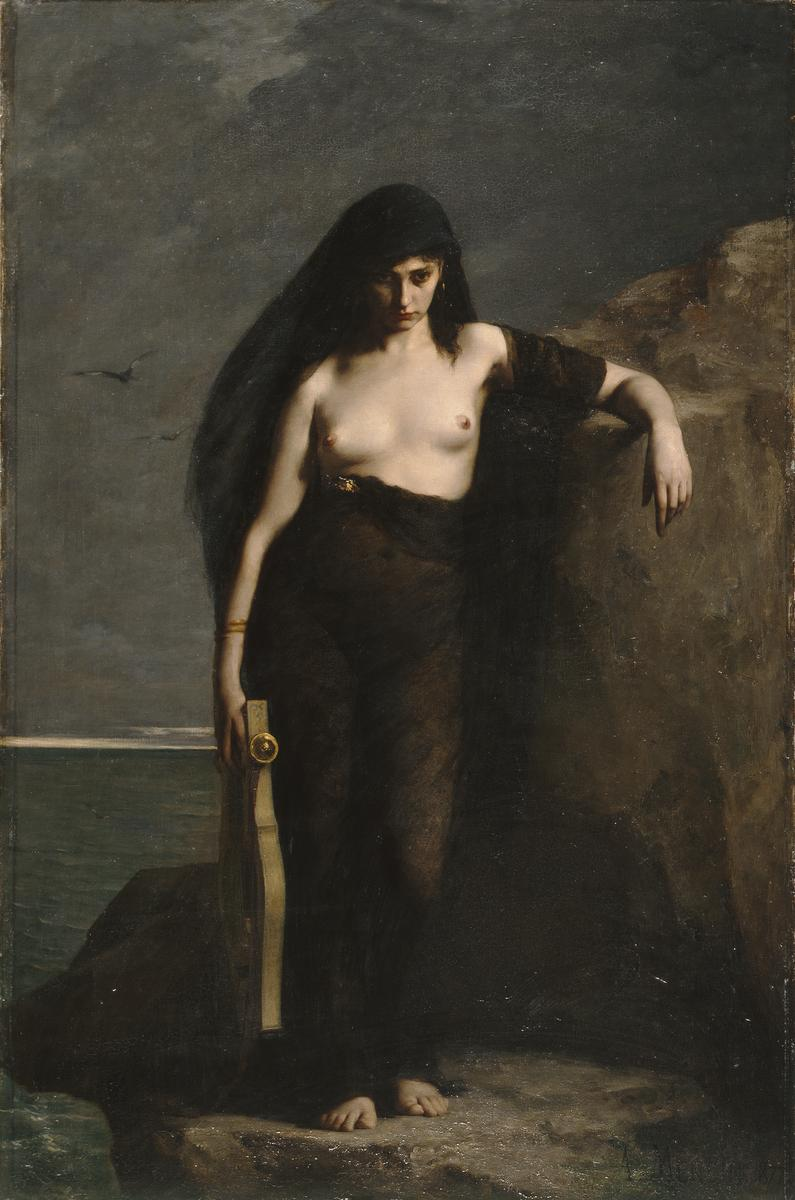
Сапфо (Ш. О. Менжен,1877)

## Тексты
Составленный в александрийский период корпус произведений Сапфо насчитывал 9 книг, расположенных отчасти по метрическим рубрикам, отчасти по видам мелоса. Из произведений Сапфо до нашего времени дошло около 170 фрагментов, в том числе одно стихотворение целиком. Особого внимания заслуживают следующие фрагменты (по 4-му изданию Бергка):
- 1-й, единственное дошедшее до нас целое стихотворение Сапфо, в котором поэтесса, жалуясь на безответность своей любви, призывает на помощь Афродиту;
- 2-й, в котором поэтесса, мучимая ревностью, раскрывает свои чувства (51-е стихотворение Катулла представляет собой слегка изменённый перевод этого фрагмента)[* 3];
- 3-й, сравнение некой красавицы с луной, перед которой меркнут звезды;
- 28-й, обращение к Алкею в ответ на его любовное признание;
- 52-й, в котором Сапфо жалуется на одиночество в тишине ночи;
- 68-й, часть стихотворения, в котором Сапфо предсказывает безвестную судьбу женщине, чуждой культу муз;
- 85-й, посвящённый дочери;
- 93-й, посвящённый красавице, которая сравнивается с «румяным яблоком»;
- 95-й, обращение к вечерней звезде (62-е стихотворение Катулла представляет собой подражание этому фрагменту).

## Сочинения

### Александрийское издание работ Сапфо
В Александрийской библиотеке сочинения Сапфо составляли девять стихотворных сборников («книг»), поделённых по метрическому принципу:
- Первая книга: стихотворения, написанные сапфической строфой, всего 330 строф (фрагменты 1-42).
- Вторая книга: стихотворения, написанные гликоническим размером с расширением дактилем (фр. 43-52)
- Третья книга: двустишья, состоящие из больших асклепиадовых стихов (фр. 53-57)
- Четвёртая книга: двустишья или подобный им размер (фр. 58-91)
- Пятая книга: возможно, состояла из различных трёхстиший (фр. 92-101)
- Шестая книга: содержание неизвестно
- Седьмая книга: до наших дней дошли только две строки одного размера (фр. 102)
- Восьмая книга (см. фр. 103)
- Девятая книга: эпиталамы (свадебные песни) в различных стихотворных размерах, включая дактилический гекзаметр (фр. 104—117).

Не все сохранившиеся фрагменты можно отнести к какой-то из этих книг (фр. 118—213 не удалось классифицировать); в них встречаются и другие стихотворные размеры.

### Сохранившиеся стихи
До наших дней дошла небольшая часть девяти александрийских «книг», но и она представляет большую культурную ценность. Целиком сохранилось одно стихотворение, «Гимн Афродите» (первый фрагмент), которое в трактате «О сочетании слов» процитировал как пример «отточенного и яркого» поэтического стиля Дионисий Галикарнасский, восхищавшийся мастерством Сапфо: «Здесь впечатление благозвучия и элегантности поэтического языка создаётся последовательными, плавными переходами. Слова прилегают друг к другу и сплетаются вместе в соответствии с определённым сходством и естественным притяжением звуков».
Стихотворение Второй оды указывается в числе переведённых рекордное для всей русской переводческой практики количество раз — более пятидесяти вариантов к настоящему времени.
Другие важные фрагменты включают три почти целиком сохранившихся стихотворения (в стандартной нумерации, 16-й, 31-й и недавно найдённый 58-й фрагменты). Одно из них — второе наиболее известное после упомянутого «Гимна Афродите» — в приписывавшемся Лонгину, но, как выяснилось, более древнем трактате «О возвышенном», оно же в латинской адаптации Катулла № 51.
Последнее из найденных произведений Сапфо — это почти целиком сохранившееся стихотворение о старости (58-й фрагмент). В нём идёт речь о браке Тифона и богини Эос, которая попросила Зевса сделать его бессмертным, забыв добавить, что он должен остаться вечно молодым. Концы строк, взятые из Оксиринхского папируса (№ 1787, фрагмент 1), были впервые опубликованы в 1922 году, но из них можно было понять немногое, так как окончания стихотворений обозначались в начале строк, а они были утеряны, и учёные могли только догадываться, где заканчивается одно стихотворение и начинается другое. Недавно была найдена почти целиком остальная часть стихотворения — в папирусе III в. до н. э. из коллекции Кёльнского университета (опубликована в 2004 году). Первая реконструкция текста была выполнена М. Л. Уэстом в 2005 году. Наибольшей известностью пользуется издание данного фрагмента, осуществленное в 2009 г. под редакцией Д. Оббинка. Последнее по времени издание новонайденного фрагмента (с поэтическим русским переводом и уточнённым критическим аппаратом) осуществил русский филолог Т. Г. Мякин. В интернете опубликован древнегреческий текст с примечаниями для изучающих язык.
Помимо этого, недавно удалось идентифицировать ещё два небольших отрывка Сапфо, которые опубликованы Д. Оббинком. По словам гарвардского профессора древнегреческой литературы Альберта Хенрикса, найденный в 2014 году текст — «наилучший из всех сохранившихся папирусов с текстами Сапфо, на котором требуется восстановить всего несколько букв в первом стихотворении, и ни одной — во втором; ни одно слово не подвергается сомнению». Первое из стихотворений повествует о Хараксе и Ларихе — согласно древним источникам, двух братьях Сапфо.
Т. Г. Мякин, подробно проанализировав его лексику, выдвинул доводы в пользу того, что вновь обнаруженная песня — это часть большой хоровой композиции, сочиненной Сапфо с целью умолить богов (Нереид и Киприду) отвратить Харакса от гетеры и обеспечить благополучное возвращение брата домой. Второе посвящено Киприде.

### Особенности поэзии Сапфо
Дэвид Кэмпбелл кратко обозначил некоторые из наиболее притягательных качеств поэзии Сапфо:

Простота языка и чёткость мысли во всех этих фрагментах очевидны; шутки и пафос, обычные в английских стихах о любви и нередко встречающиеся в произведениях Катулла, отсутствуют полностью. Её образы ясны — воробьи, запряжённые в колесницу Афродиты, полная луна звёздной ночью, единственное красное яблоко на верхушке дерева — и иногда она подробно останавливается на них, развивая их сами по себе. Она использует прямую речь, цитируя настоящие или выдуманные диалоги, и тем самым достигает впечатления непосредственности. Когда речь идёт о кипящих в её душе чувствах, она спокойно выбирает слова для их выражения. В этом она опирается прежде всего на мелодику речи: её умение подбирать положение гласных и согласных звуков, которым восхищался Дионисий Галикарнасский, очевидно почти в любой строфе; музыка, под которую она пела свои стихи, уже не звучит, но, прочтённые вслух, они по-прежнему зачаровывают.

## Метрика

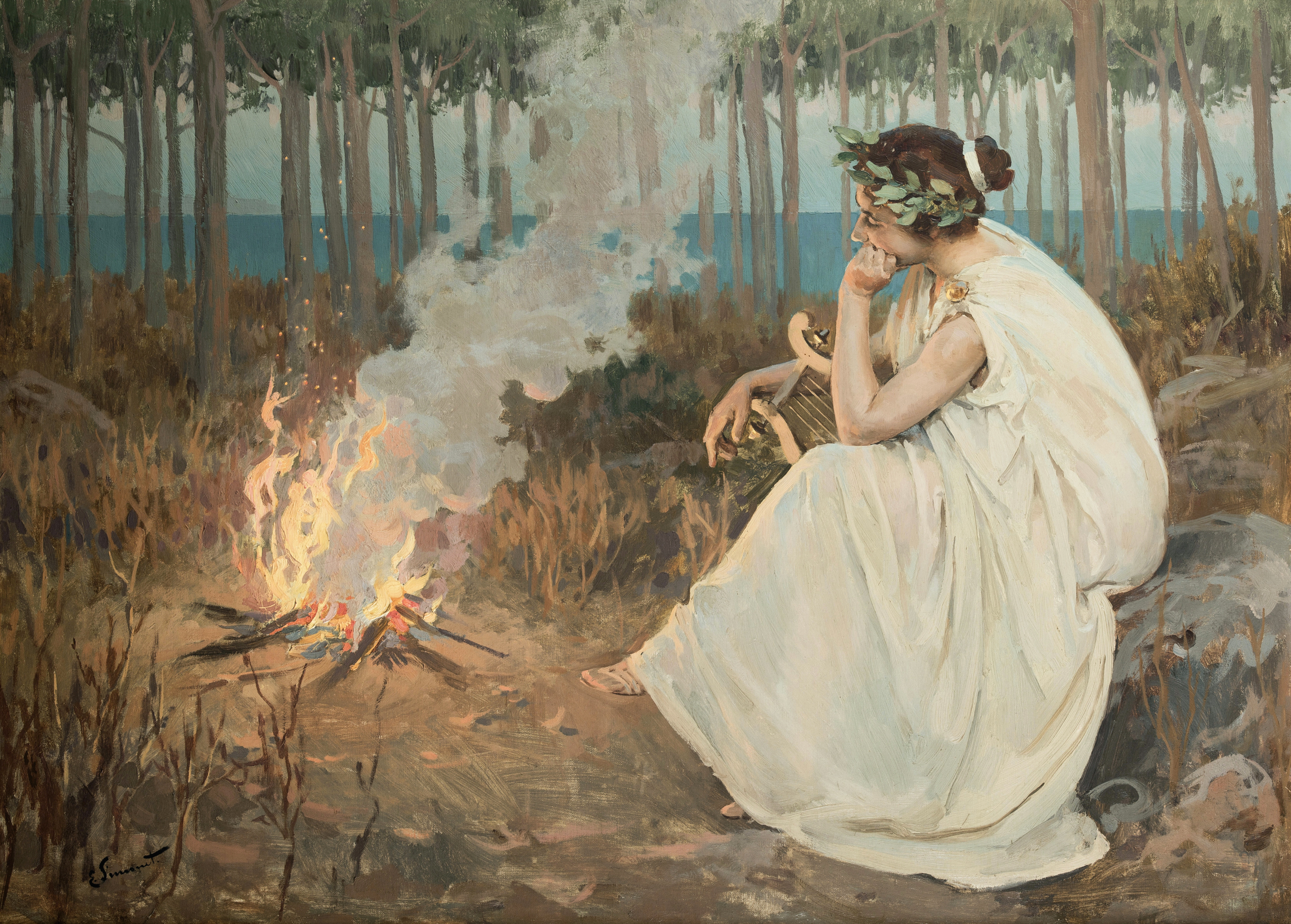
Сапф (Энрике Симоне)

Сапфо ввела в стихосложение несколько ритмических образцов, её именем названы большая и малая сапфические строфы. Поэзия Сапфо ценилась и её современниками, и поэтами позднего времени, в том числе латинскими (напр. Катуллом, который фактически первый использовал в латинском малую сапфическую строфу, и Горацием, который мастерски использовал эту строфу).
В противоположность дорической хоровой лирике, монодическая (сольная) лирика эолийцев допускала либо однородные системы, либо строфы, состоящие из дистихов и тетрастихов; но отсутствие разнообразия строфики компенсировалось разнообразием ритма стихов, среди которых наиболее часто встречаются:
- адоний (—UU— | X)
- Асклепиадов стих большой (—X | —UU— || —UU— || —UU— | UX)
- Асклепиадов стих малый (—X | —UU— || —UU— | UX)
- Сапфический стих большой (—U ¦ —X | —UU— || —UU— || U— ¦ X)
- Сапфический стих малый (—U ¦ —X | —UU— | U— ¦ X)
- ферекратей (—X | —UU— | X)
- гликоней[англ.] (—X | —UU— | UX)

## Музыка

Алкей и Сапфо с лирами-барбитами. В руках у обоих музыкантов хорошо видны плектры. Краснофигурная вазопись, ок. 480 г. до н. э. Antikensammlungen (Мюнхен)

Музыкальные композиции Сапфо не сохранились. Античные и византийские писатели приписывали Сапфо (недостоверно) изобретение плектра и миксолидийского лада. В живописи Сапфо нередко изображается с лироподобным инструментом в руках, в том числе с кифарой (громоздким концертным инструментом, на котором в классическую эпоху играли только мужчины), в эпоху Ренессанса и позже — с фантастическим устройством, непригодным для музицирования (как на фреске Рафаэля «Парнас»). В действительности лесбосские музыканты играли на лёгком ба́рбите — увеличенной разновидности лиры (см. семи- и восьмиструнный барбиты на иллюстрации в руках Алкея и Сапфо, вазопись ок. 480 г. до н. э.).

## Предания о Сапфо

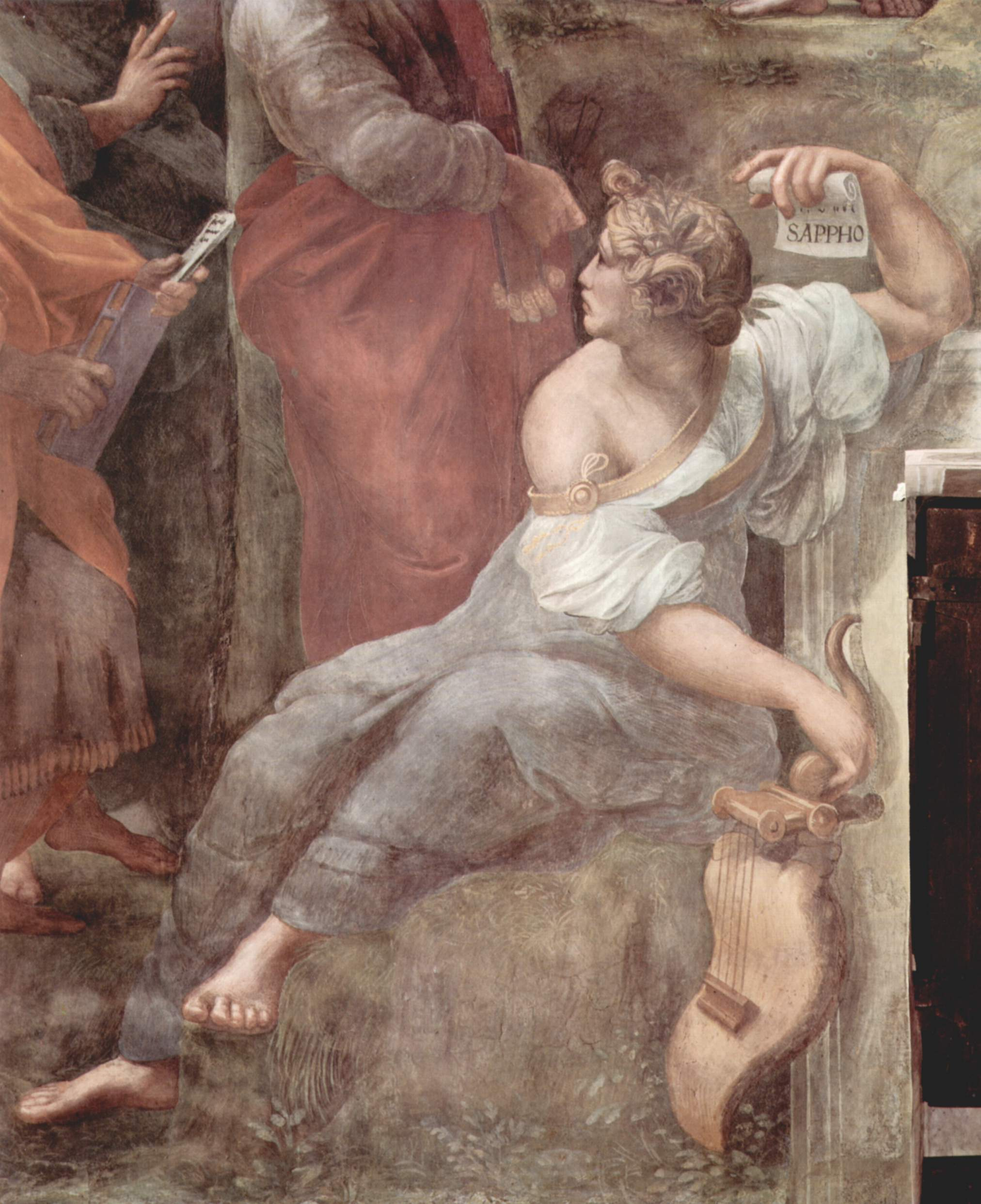
Рафаэль. Сапфо (фрагмент фрески «Парнас», 1510—1511). Ватикан.

В древности существовало немало преданий об отношениях поэтессы к её избранникам и подругам. Начало таким преданиям было положено представителями аттической комедии (известны имена семи комиков, избравших сюжетом своих пьес эпизоды из жизни Сапфо). Они, не понимая смысла поэзии Сапфо полностью, и относясь к культурному развитию эолийской женщины начала VI в. до н. э. с точки зрения современной им афинской действительности, превратно толковали некоторые сведения о жизни Сапфо.

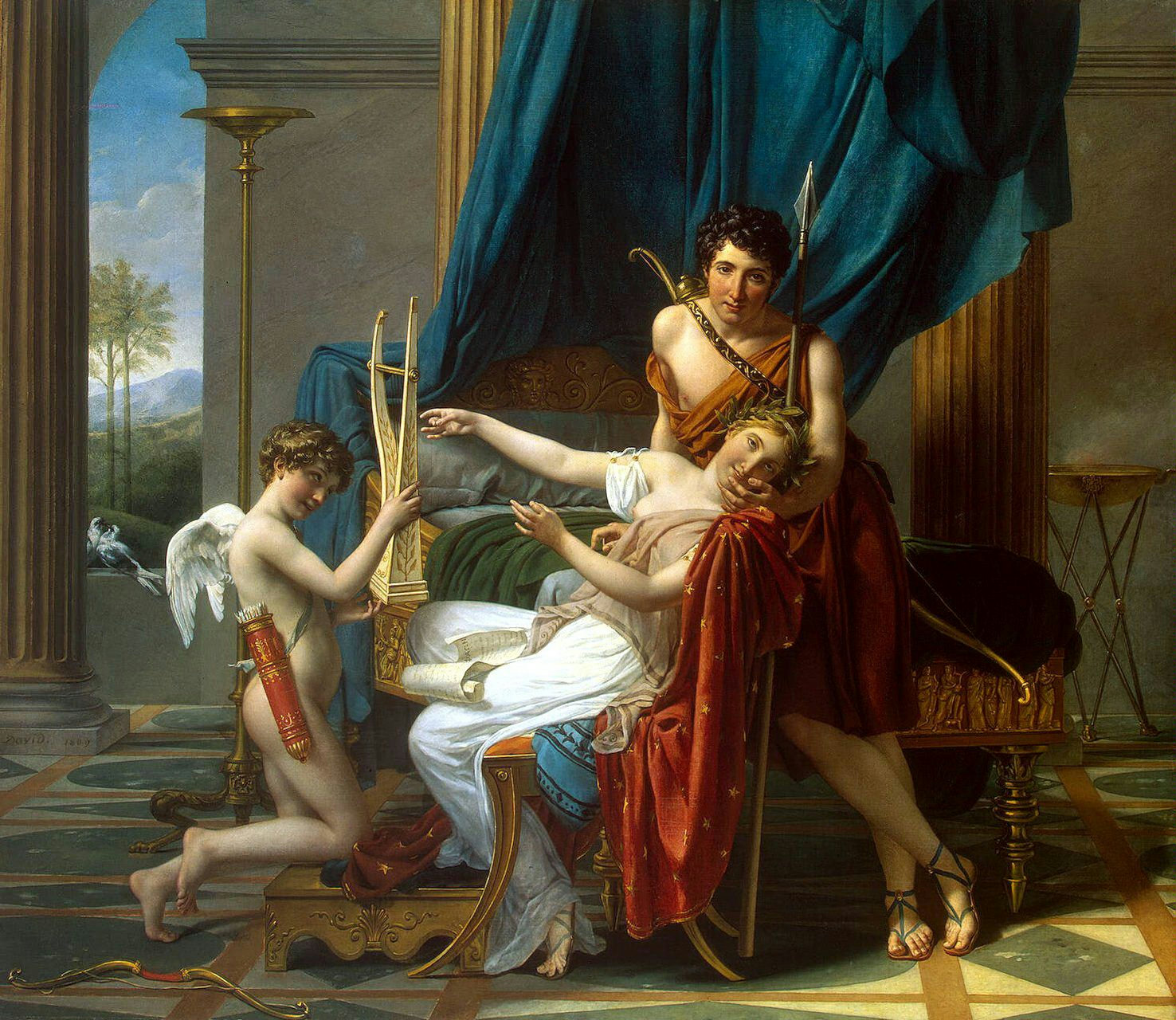
Сафо и Фаон. Картина Жака-Луи Давида. Эрмитаж.

К числу подобных преданий относится любовь к юноше Фаону, отказавшему поэтессе во взаимности, отчего она якобы бросилась в море с Левкадской скалы в Акарнании. (Выражение «броситься с Левкадской скалы» стало поговоркой, означающей «кончить жизнь самоубийством под влиянием отчаяния»; в этом смысле Левкадская скала упоминается, например, у Анакреонта.) Также, наряду с Фаоном и Алкеем в число избранников Сапфо попадают Анакреонт, живший на 60 лет позже её, и Архилох с Гиппонактом, разделённые друг от друга промежутком в 150 лет.
По поводу отношений Сапфо к женщинам — адресатам её стихотворений — уже в древности существовало множество неоднозначных мнений. Современное понятие «лесбийская любовь» и само слово «лесбиянка», означающее гомосексуальную женщину, по происхождению связано с Сапфо и её кружком. Подруги и ученицы Сапфо обменивались стихотворениями, которые в первую очередь были связаны с древними культами женственности и т. п.; на почве лесбосской свободы чувства и действия эта «женская» поэзия (предназначенная, тем более, для определённого круга близких) естественным образом приобретала откровенное содержание.
Критики XIX века, начиная с Велькера и Мюллера, объясняли страстность поэтического чувства Сапфо к женщинам отчасти особенностью художественных приемов, отчасти фактом «нормальности» таких отношений в социально-культурной традиции общества того времени. Подобные отношения женщин к женщинам, на почве дружбы или возвышенной любви (которую напр. Платон проповедовал в своем «Пире») для древности являлись столь же нормальными, как и отношения, существовавшие среди спартанских эфебов или между Сократом и его учениками (Алкивиадом, Ксенофонтом и др.). Такое мнение высказывалось ещё в древности философом конца II в. до н. э. Максимом Тирским (24-е Рассуждение).
По сохранившимся фрагментам также представляется, что ревность Сапфо к своим соперницам, Горго и Андромеде, была вызвана более чувством соревнования на почве поэтического и музыкального искусства между фиасами (фиас Сапфо называет «своим домом муз», μοῠσπόος οικία; Bergk, 61). Так или иначе, Сапфо пользовалась уважением и почитанием Алкея, Солона, затем Платона, затем Горация и многих выдающихся людей древности; известно, что митиленцы помещали на своих монетах её изображения. По многим стихотворениям Сапфо создаётся её образ как прекрасной матери и жены.

## Наследие

### Признание таланта Сапфо древним
Поэзия Сапфо заслужила признание и поклонение ещё в древности. Так, Солон, услышав на пиру одно из стихотворений Сапфо, тотчас выучил его наизусть, причём прибавил, что «не желал бы умереть, не зная его напамять». Сократ называет её своей «наставницей в вопросах любви»; Платон, в одной из приписываемых ему эпиграмм, — «десятой музой». Страбон называет Сапфо «чудом» и утверждает, что «напрасно будет искать во всем ходе истории женщину, которая могла бы выдержать, хотя бы приблизительно, сравнение с Сапфо».
В античный период Сапфо обычно считали величайшим или одним из величайших лирических поэтов. В миланском папирусе, извлечённом расхитителями гробниц из савана мумии и опубликованном в 2001 году, говорится о высокой оценке, которую давал «божественным песням» Сапфо выдающийся автор эпиграмм Посидипп из Пеллы (III в. до н. э.).
Эпиграмма из Палатинской антологии (9.506), приписываемая Платону, гласит:
Девять лишь муз называя, мы Сапфо наносим обиду.

 Разве мы в ней не должны музу десятую чтить?

Девять на свете есть Муз, утверждают иные. Неверно:
Вот и десятая к ним — Лесбоса дочерь, Сапфо!
(перевод В. В. Вересаева)
Клавдий Элиан писал в «Пёстрых рассказах» (Ποικίλη ἱστορία), что Платон называл Сапфо мудрой. Во «Florilegium’е» Стробея (3.29.58) приведён такой рассказ:
«Солон Афинский услышал, как его племянник поёт песню Сапфо за бокалом вина, и она ему настолько понравилась, что он попросил мальчика научить его этой песне. Когда тот спросил его, зачем, Солон ответил: „Чтобы я мог выучить её и умереть“».
Дионисий Галикарнасский называет Сапфо (наряду с Анакреонтом и Симонидом) «главной представительницей мелодического стиля». По словам Деметрия Магна, стихи Сапфо «полны любви и весны». Упомянутый выше второй фрагмент, переведённый Катуллом и отразившийся в 104-м и следующих стихах второй идиллии Феокрита, заслужил большую похвалу Лонгин. Поэзия Сапфо оказала большое влияние на Катулла — родственного Сапфо по духу «певца нежных чувств и страстей», на Горация — «выразителя форм греческой лирики в римской литературе».
Спустя несколько веков, Гораций писал в своих «Одах», что поэзия Сапфо достойна священного поклонения. Римский поэт Катулл создал известный перевод на латынь одного из стихотворений Сапфо «Ille mi par esse deo videtur» («Он кажется мне подобным богу») [Катулл 51].

### Утрата произведений Сапфо
Хотя большинство произведений Сапфо дошло до римской эпохи, из-за изменившихся интересов, вкусов и стилей её произведения переписывали всё реже и реже, особенно после того, как академии исключили их из своей учебной программы. Одной из причин тому было преобладающее изучение аттического и гомеровского диалекта греческого языка. Эолийский диалект, на котором писала Сапфо, был сложен и ко времени существования Римской империи стал древним и малопонятным, создавая значительные трудности для сохранения её популярности. Тем не менее, величайшие поэты и мыслители Древнего Рима продолжали сравнивать с ней других авторов или подражать ей, и только благодаря этим сравнениям и описаниям мы сейчас знаем многие стихи Сапфо.
Когда главные академии Византийской империи прекратили изучение её произведений, они стали очень редко копироваться писцами, и византийский учёный XII века Цецес называет её стихи утраченными.

Современные легенды, истоки которых трудно отследить, говорят, что литературное наследие Сапфо пало жертвой намеренного уничтожения возмущёнными церковными лидерами, сжигавшими её книги. Исторических свидетельств, подтверждающих это, не существует. В действительности, Григорий Богослов, которого с Папой Григорием VII называют главными виновниками утраты стихов Сапфо, читал её стихи и восхищался ими.
Иное мнение о ней, высказывал христианский писатель II в. Татиан в его «Слове к эллинам»: «Сапфо, блудливая бабёнка, помешавшаяся от любви, воспевает даже свой разврат».
Кажется наиболее вероятным, что поэзия Сапфо была в основном утрачена под действием тех же беспорядочных сил культурных изменений, что оставили нам лишь жалкие крохи произведений всех девяти канонических лирических поэтов Греции, из которых больше повезло только Пиндару (единственному, чьи стихи сохранились благодаря переписчикам) и Вакхилиду (знанием которого мы обязаны одной драматичной находке папируса).

### Сапфо в России

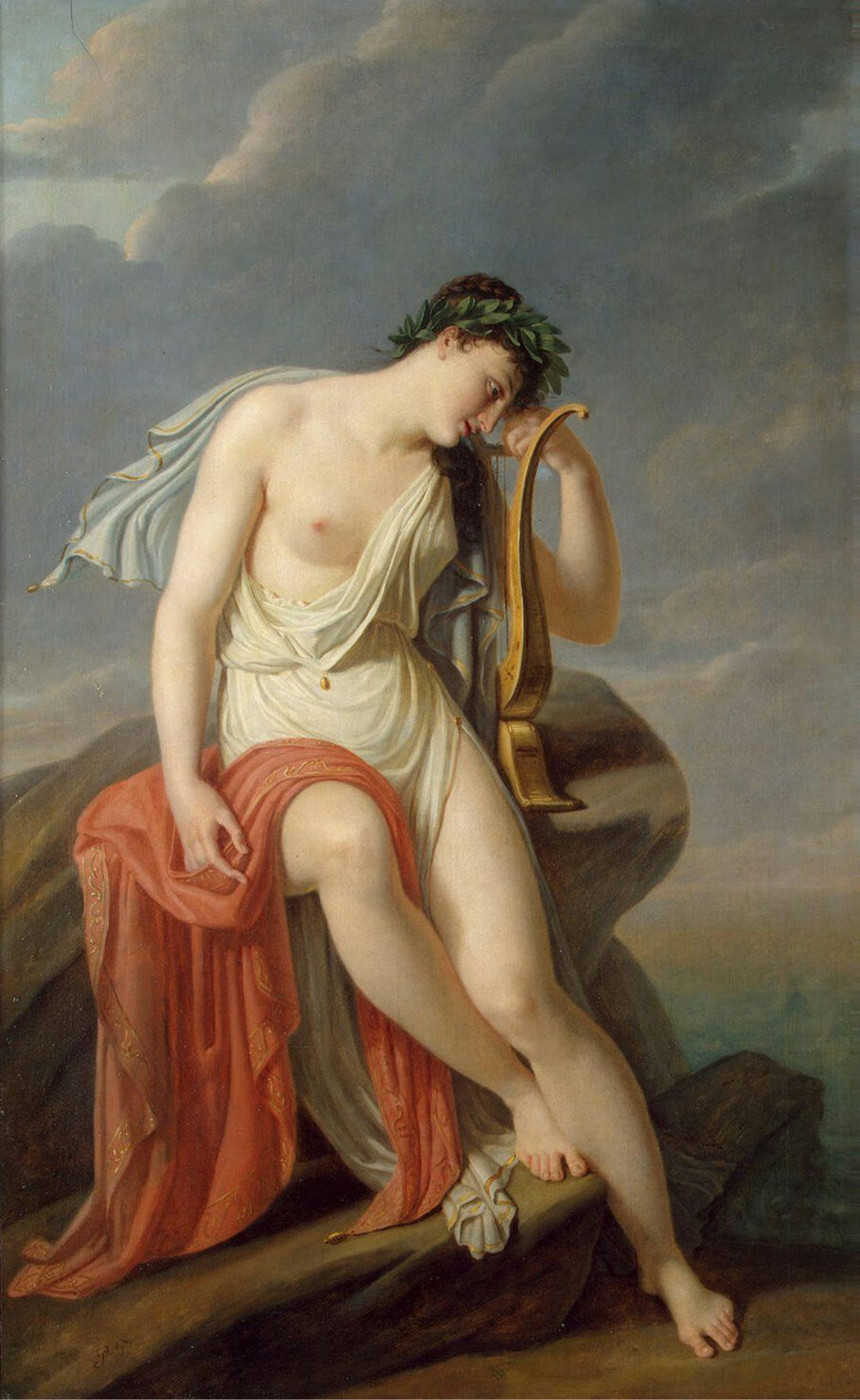
Герен. «Сафо на Левкадской скале». 1811. Эрмитаж.